# Тано-Север
Тано-Север (англ. Tano-North) — нефтегазовое месторождение в Гане, которое находится в акватории Гвинейного залива. Открыто в 1980 году. Тано-Север относится к лицензионному блоку Шаллоу-Уотер-Тано (Shallow Water Tano).
Нефтеносность связана с отложениями мелового возраста. Начальные запасы нефти составляют 30 млн тонн.
Оператором «Шаллоу-Уотер-Тано» является американская нефтяная компания Tullow Oil (31,5 %). Другими участники проекта являются InterOil Exploration and Production (31,75 %), Al Thani Ghana (22 %), Sabre Oil & Gas (4,5 %) и государственной Ghana National Petroleum Corp. (10 %).